# Березовка (Поспєлихинський район)
Бере́зовка (рос. Берёзовка) — селище у складі Поспєлихинського району Алтайського краю, Росія. Входить до складу Клепечихинської сільської ради.

## Населення
Населення — 101 особа (2010; 104 у 2002).
Національний склад (станом на 2002 рік):
- росіяни — 82 %